# Andrej Razumovskij
Andrej Razumovskij (Mosca, 3 aprile 1948 – 15 luglio 2013) è stato un regista sovietico.

## Filmografia parziale

### Regista
- Razvlečenie dlja staričkov (1976)
- Predvaritel'noe rassledovanie (1978)